# Traute Wassler
Traute Wassler, bürgerlich Waltraud Fiege (* 27. November 1924 in Meran, Südtirol; † September oder Oktober 1988 in Wien), war eine österreichische Schauspielerin und Hörspielsprecherin.

## Leben
Sie besuchte von 1949 bis 1951 das Max Reinhardt Seminar in Wien. Ihr Debüt gab sie 1951 am Volkstheater Wien als Isabella in Bäume sterben aufrecht von Alejandro Casona. Sie gehörte dann weiterhin zum Ensemble des Volkstheaters und spielte dort zwischen 1951 und 1955 unter anderem die Königin in Don Karlos, Raina in Helden, Cordelia in König Lear, Christine in Bacchus von Jean Cocteau sowie Tilly in Der Garten Eden von Rudolf Bernauer und Rudolf Österreicher.
Im Rundfunk war sie zu hören als Mädchen in Aufruhr im Damenstift (RWR, 1952), als Euridice (RWR, 1953) und als Ann in Knöpfe von Ilse Aichinger (RAVAG, 1954).
Seit 1954 wirkte Wassler, die mit bürgerlichem Namen Waltraud Fiege hieß und bis zuletzt in Wien lebte, in Film- und Fernsehproduktionen mit. Sie starb dort im Frühherbst 1988 und wurde am 18. Oktober 1988 im Hütteldorfer Friedhof bestattet.

## Filmografie (Auswahl)
- 1954: Schicksal am Lenkrad
- 1955: Geheimnis einer Ärztin
- 1956: Husarenmanöver
- 1957: Der Jäger von Fall
- 1957: Dort in der Wachau
- 1957: Der Wilderer vom Silberwald
- 1958: Auch Männer sind keine Engel (Wiener Luft)
- 1964: Sergeant Dower muß sterben
- 1987: Tatort: Flucht in den Tod